# Ceiba lupuna
Ceiba lupuna är en malvaväxtart som beskrevs av Peter Edward Gibbs och Semir. Ceiba lupuna ingår i släktet Ceiba och familjen malvaväxter. Inga underarter finns listade i Catalogue of Life.